# 史干圖足球會
史干圖足球會是一家拉脱维亚足球俱乐部，在1991年建立。史干圖赢取了15個拉脫維亞超級足球聯賽冠軍。
球隊已在2016年因為財政問題而解散。

## 榮譽
- 拉脫維亞超級足球聯賽
  -  冠軍 (15): 1991, 1992, 1993, 1994, 1995, 1996, 1997, 1998, 1999, 2000, 2001, 2002, 2003, 2004, 2010

- 拉脫維亞盃
  -  冠軍 (8): 1992, 1995, 1997, 1998, 2000, 2001, 2002, 2011–12
  -  亞軍 (7): 1991, 1996, 1999, 2003, 2004, 2006, 2013–14

- 波羅的海聯賽
  -  冠軍: 2010–11
  -  亞軍: 2008

- 利伏尼亞盃
  -  冠軍: 2003, 2004, 2005

- 土庫曼斯坦總統盃
  -  亞軍: 1996, 2009

## 外部連結
- 官方網站（页面存档备份，存于） （拉脱维亚文） （俄文） （英文）